# مصطفى فهمي (ممثل)
مصطفى فهمي (1361 - 1446هـ / 1947 - 2024 م)، ممثل مصري.

## عن حياته
ولد مصطفى فهمي يوم الجمعة 25 رجب 1361 هـ الموافق 7 أغسطس 1947 م لأسرة أرستقراطية ذات أصول شركسية كانت تمارس العمل السياسي، حيث كان جده محمد باشا فهمي رئيسًا لمجلس الشورى، ووالده محمود باشا فهمي كان سكرتيرًا لمجلس الشورى، كما أن جدته هي أمينة هانم المانسترلي صاحبة استراحة المانسترلي، ووالدته خديجة هانم، خريجة جامعة السوربون وتعمل ضابطة في الجيش المصري، وهو الشقيق الأصغر للممثل المصري حسين فهمي.
درس في المعهد العالي للسينما في القاهرة وحصل على بكالوريوس من معهد السينما قسم التصوير، بدأ مشواره الفني كمساعد تصوير في فيلم (أميرة حبي أنا) عام 1974 مع مدير التصوير عبد الحليم نصر ثم اشترك بالتمثيل في فيلم أين عقلي.
بدأ مسيرته التمثيلية بالصدفة ليشارك في بطولة (أين عقلي) من نفس العام، ثم شارك عام 1976 بأربعة أعمال (قمر الزمان، لمن تشرق الشمس، وجهًا لوجه، نبتدي منين الحكاية)، لتتوالى بعدها أعماله ما بين السينما والتلفزيون ومن أبرزها (قصة الأمس، حياة الجوهري، أيام في الحلال).

### حياته الشخصية
تزوج امرأة إيطالية، ولهُ منها ابن وبنت، ثم تزوج الممثلة المصرية رانيا فريد شوقي منذ عام 2007 وحتى طلاقهما الثالث في 2012، وفي عام 2015 تزوج الإعلامية اللبنانية فاتن موسى ثم أُعلن طلاقهما في عام 2021.

## أعماله

### الأفلام
- 1974: أين عقلي
- 1976: وجها لوجه
- 1976: نبتدي منين الحكاية
- 1976: لمن تشرق الشمس
- 1976: قمر الزمان
- 1977: هكذا الأيام
- 1977: عذراء ولكن
- 1978: كلهم في النار
- 1978: قصر في الهواء
- 1978: بنت غير كل البنات
- 1978: امرأة قتلها الحب
- 1978: امرأة في دمي
- 1978: الندم
- 1978: المليونيرة النشالة
- 1978: الشباك
- 1978: البنت اللي قالت لا
- 1978: احترس نحن المجانين
- 1978: ابتسامة واحدة تكفي
- 1979: الملاعين
- 1980: سأعود بلا دموع
- 1980: الفقراء أولادي
- 1980: العاشقة
- 1981: الرحمة يا ناس
- 1982: رحلة الشقاء والحب
- 1982: آدم يعود للجنة
- 1983: دعوة للزواج
- 1983: أيوب
- 1984: الخادمة
- 1985: أيام في الحلال
- 1985: الحب في غرفة الإنعاش
- 1987: موعد مع القدر
- 1987: الشرابية
- 1988: الأوهام
- 1988: ابتسامة في نهر الدموع
- 1989: دقات على بابي
- 1993: لصوص خمس نجوم
- 1993: فرسان آخر زمن
- 1993: خادمة ولكن
- 1997: نوبة حراسة
- 1997: الرجل الذي عاش
- 2000: الوردة الحمراء
- 2001: لحظات حب
- 2001: اللحظات التي اختفت
- 2007: عمليات خاصة
- 2024: أهل الكهف
- 2024: السرب

### المسلسلات
- 1974: القضبان
- 1978: إني خائفة
- 1979: أيام العذاب
- 1979: الرجل الذي أحبه
- 1980: دموع في عيون وقحة
- 1980: الفندق
- 1981: محمد رسول الله (ج2)
- 1981: الثأر قبل الحب أحيانا
- 1982: سر الغريبة
- 1983: الرحلة 83
- 1984: ويبقى الحب دائما
- 1984: زائر الليل
- 1984: دعوة للحب
- 1985: حلم الليل والنهار
- 1985: برديس
- 1986: الحب وأشياء أخرى
- 1987: وشائت الأقدار
- 1987: الضابط والمجرم
- 1988: وعاد النهار
- 1988: نار ودخان
- 1988: مكان في القلب
- 1988: ربيع في العاصفة
- 1988: الشراع المكسور
- 1989: وتدور الدوائر
- 1989: محاكمة الجيل
- 1989: لؤلؤ وأصداف
- 1989: دعوة للحياة
- 1989: بعد العاصفة
- 1989: أبيض وأسود
- 1990: ضحى
- 1990: اللاعبون بالنار
- 1990: الغفران
- 1990: اقرأ
- 1992: وكان لقاء
- 1992: ماما نور
- 1992: بنت سيادة الوزير
- 1992: امرأة وثلاثة وجوه
- 1992: الوديعة
- 1993: ليالي الغربة
- 1995: باب النجار
- 1995: الصياد والأفعى
- 1996: وسادسهم الزمن
- 1996: نقوش من ذهب ونحاس
- 1996: حارة المحروسة
- 1996: بريق في السحاب
- 1996: الحفار
- 1997: طريق السراب
- 1997: حياة الجوهري
- 1997: أسرار خاصة
- 1998: بنات سعاد هانم
- 1998: بريق منتصف الليل
- 1998: القلب يخطىء أحيانا
- 1999: وبعد الظلام تشرق الشمس
- 1999: ليلة القتل الأبيض
- 1999: كارت دعوة
- 1999: دمعة على خد الزمن
- 1999: حلم العمر كله
- 2000: همسات
- 2000: البحث عن السعادة
- 2001: همسات في العاصمة
- 2001: ليه يا دنيا ليه
- 2001: قسمتي ونصيبي
- 2001: البيضاء
- 2002: يحيا العدل
- 2002: آلو رابع مرة
- 2003: رحلة العمر
- 2003: اختطاف
- 2004: مشوار امرأة
- 2004: زهرة الياسمين
- 2004: أحلام البنات
- 2005: سوق الزلط
- 2006: قلوب تائهة
- 2006: حبيب الروح
- 2008: قصة الأمس
- 2008: جدار القلب
- 2009: دموع في نهر الحب
- 2009: الوديعة والذئاب
- 2009: الدنيا لونها بمبي
- 2012: قضية معالي الوزيرة
- 2012: طيري يا طيارة
- 2013: نكدب لو قلنا ما بنحبش
- 2016: مملكة يوسف المغربي
- 2016: مدرسة الحب
- 2016: مأمون وشركاه
- 2017: حلاوة الدنيا
- 2018: مليكة
- 2021: الحرير المخملي
- 2022: بابلو

## وفاته
توفي مصطفى فهمي صباح يوم الأربعاء 27 ربيع الآخر 1446 هـ الموافق 30 أكتوبر 2024م بعد صراع مع المرض ورحلة قصيرة مع العلاج. وكان قد اكتشف إصابته بورم في المخ وأجرى الفحوصات الطبية في مايو (أيار) من العام نفسه بعد معاناة من آلام في الرأس، فأجرى جراحة دقيقة لاستئصال الورم في أغسطس (آب) بأحد مستشفيات منطقة المهندسين بالجيزة، وتحسنت حالته الصحية بعض الشيء، وخرج إلى منزله بمنطقة العجوزة، لكن سرعان ما نما الورم من جديد، فتدهورت حالته الصحية، إلى أن وافته المنية عن عمر يناهز الثانية والثمانين.

## وصلات خارجية
- مصطفى فهمي على موقع IMDb (الإنجليزية)
- مصطفى فهمي على موقع قاعدة بيانات الأفلام العربية